# Dafnis in Hloa
Dafnis in Hloa (v izvirniku Daphnis et Chloé) je balet francoskega skladatelja Mauricea Ravela.

## Okoliščine nastanka
Leta 1909 je Sergej Djagilev s plesno skupino Ballets Russes, ki jo je sestavil iz članov baletnega ansambla peterburškega Marinskega gledališča, osvojil izbirčno pariško baletno občinstvo s  predstavama Pavillon d' Armide in znamenitimi Polovskimi plesi iz opere Knez Igor Aleksandra Borodina. Odtlej je Djagilev v Parizu vsako leto organiziral saison Russe'« in potreboval je vedno nove, sveže baletne scenarije in glasbo. Tako je nastala vrsta sijajnih partitur: Ognjeni ptič, Petruška, Posvetitev pomladi, Pulcinella, Apolon Musaget Igorja Stravinskega, Trirogeljnik Manuela de Falle, Izgubljeni sin Prokofjeva in Dafnis in Hloa Mauricea Ravela dolgujejo svoj nastanek umetniški daljnovidnosti in energiji velikega impresaria. Ravel je prejel naročilo za Dafnisa in Hloo leta 1909, leta 1910 je pripravil klavirski osnutek, orkestracijo pa je izdeloval do leta 1912. Balets Russes je delo izvedel v Parizu 8. junija 1912. V glavnih vlogah sta plesala Tamara Karsavina in Vaslav Nižinski, sceno in kostume je zasnoval ruski slikar Leon Bakst, dirigiral je Pierre Monteux, koreograf pa je bil Mihail Fokin, ki je tudi pripravil scenarij po pastirskem romanu grškega pesnika Longosa iz 2. stoletja.

## Instrumentalna zasedba
Delo je komponirano za veliki orkester, ki ga sestavljajo piccolo, 2 flavti, alt flavta, 2 oboi, angleški rog, es klarinet, 2 klarineta, bas klarinet, 3 fagoti, kontrafagot, 4 rogovi, 4 trobente, 3 pozavne, tuba, timpani, tam-tam, naprava za veter, triangel, gran cassa, tamburo militare, kastanete, tamburin, čelesta, krotale, campanelli, 2 harfi, pevski zbor (ki poje brez besedila) in godala. Ko je Djaghilev leta 1914 z baletom gostoval v Londonu in 1914, je iz zasedbe izločil zbor, kar je razkačilo Ravela. Časniku The Times je poslal besno pismo, ki so ga objavili 9., 10., in 17. junija.
Otroka Dafnisa in Hloo zapustijo na obali otoka Lesbosa. Odraščata med pastirji. Zaljubita se, ko Dafnis uči Hloo igrati na piščali, ki jih je izdelal iz trsa. Hloo ugrabijo morski razbojniki, reši pa jo bog Pan in jo med vsesplošnim veseljem vrne Dafnisu. Ravel je o baletu dejal, da je z njim hotel oživiti staro Grčijo iz svojih sanj, zelo podobno tisti, ki so jo slikali francoski slikarji ob koncu 18. stoletja. To »koreografsko simfonijo« je kasneje predelal v dve simfonični suiti, med katerima se največkrat izvaja druga, z glasbo iz tretjega dela baleta. Celotna skladba traja več kot eno uro in tako je Daphnis et Chloé Ravelovo najdaljše delo. Večkrat je predstavljena na koncertnem odru, kot na gledaliških deskah.

## Suita št. 2
Stavki
1. Lever du jour - Prihajajoči dan
2. Pantomime - Pantomima
3. Danse générale - Zaklučni ples

Prvi stavek suite, Prihajajoči dan, je ena najlepših glasbenih upodobitev prebujanja narave. Ptiči (tri solistične violine in piccolo) prepevajo, sončni žarki so vedno toplejši. Dafnis se prebudi in se pridruži Hloi. Drugi stavek je nežna pantomima: Dafnis in Hloa igrata prizor, v katerem bog Pan dvori nimfi Siirinks (vrhunec stavka je znameniti solo flavte). Zaljubljenca pozabita na svoji vlogi; padeta si v objem in si izpovesta ljubezen. Suita se sklene s prizorom praznovanja, ki ga je tankovestni in s popolnostjo obsedeni Ravel pilil več kot leto dni.